# R.e.C
R.e.C. Régua e Compasso (também conhecido como C.a.R., Compass and Ruler em Inglês, ou Z.u.L., Zirkel und Lineal em Alemão) é um software de geometria dinâmica livre e de código aberto que pode realizar construções geométricas em geometrias euclidianas e não euclidianas.
O software é baseado na linguagem de programação Java. Foi escrito por R. Grothmann, da Universidade Católica de Eichstätt-Ingolstadt em 1996. Antes desta versão, o autor já havia escrito outros programas de geometria para diferentes plataformas, como o Atari ST ou o GEM, chegando a escrever uma versão para o sistema Windows em C++.